# Ommen
Ommen (anhörenⓘ) ist eine Gemeinde in der niederländischen Provinz Overijssel mit 19.249 Einwohnern (Stand 1. Januar 2025).

## Geografie

### Geografische Lage
Ommen liegt etwa 20 Kilometer östlich von Zwolle und 35 Kilometer nordöstlich von Deventer. Es liegt am Ufer der Vechte, nicht weit von der Mündung des Nebenflusses Regge.

### Gemeindegliederung
Die Gemeinde besteht aus dem Städtchen Ommen, dem Dorf Lemele (etwa 600 Einwohner) und mehreren kleineren Ortschaften, darunter: Vilsteren, Beerze, Eerde und Beerzerveld.

## Geschichte
Ommen erhielt 1248 das Stadtrecht. Es blieb eine kleine Siedlung um eine Zollbrücke herum. Nördlich der Vechte wurde im Achtzigjährigen Krieg 1628 eine Schanze gebaut. An Stelle dieser „Ommerschans“ entstand um 1820 ein Arbeitslager für Bettler und Nichtsesshafte aus den Großstädten Hollands. In der – nie sehr erfolgreichen – Anstalt sollten diese Menschen das Bauernhandwerk erlernen.
In den 1920er Jahren erlangte Ommen überregionale Bekanntheit, weil der indische Philosoph Jiddu Krishnamurti auf dem in der Nähe gelegenen Schloss Eerde seine Zusammenkünfte im Rahmen des Order of the Star in the East hielt, die bis 3000 Zuhörer nach Ommen zogen. Nachdem im Jahre 1931 Krishnamurti das von ihm schon länger nicht mehr genutzte Schloss Eerde an die Familie van Pallandts zurückgegeben hatte, vermietete diese es an die Quäker, die hier eine Schule für verfolgte Kinder aus Deutschland einrichteten. Diese Schule entwickelte sich später weiter zur Eerde International Boarding School Netherlands.
In der Nähe von Schloss Eerde wurde nach der Besetzung der Niederlande im Jahr 1940 durch die Nazis das Straf- und Arbeitslager Erika eingerichtet. In dieses Lager kamen vorwiegend „Schwarzhändler“ und Widerstandskämpfer. Juden wurden hier normalerweise nicht interniert. Von hier aus wurden zahlreiche Häftlinge in deutsche Konzentrationslager verschleppt und dort ermordet. Das Lager war wegen der Brutalität des Lagerpersonals berüchtigt, zu dem das Mitglied der Waffen-SS Herbertus Bikker (1915–2008), „der Henker von Ommen“ gehörte. Nach der Befreiung 1945 diente das Lager noch einige Zeit zur Internierung von Mitgliedern und Sympathisanten der nunmehr verbotenen NSB.
Die jetzige Gemeinde Ommen wurde am 1. Mai 1923 durch den Zusammenschluss der bisherigen Gemeinden Ambt Ommen und Stad Ommen neu gebildet.

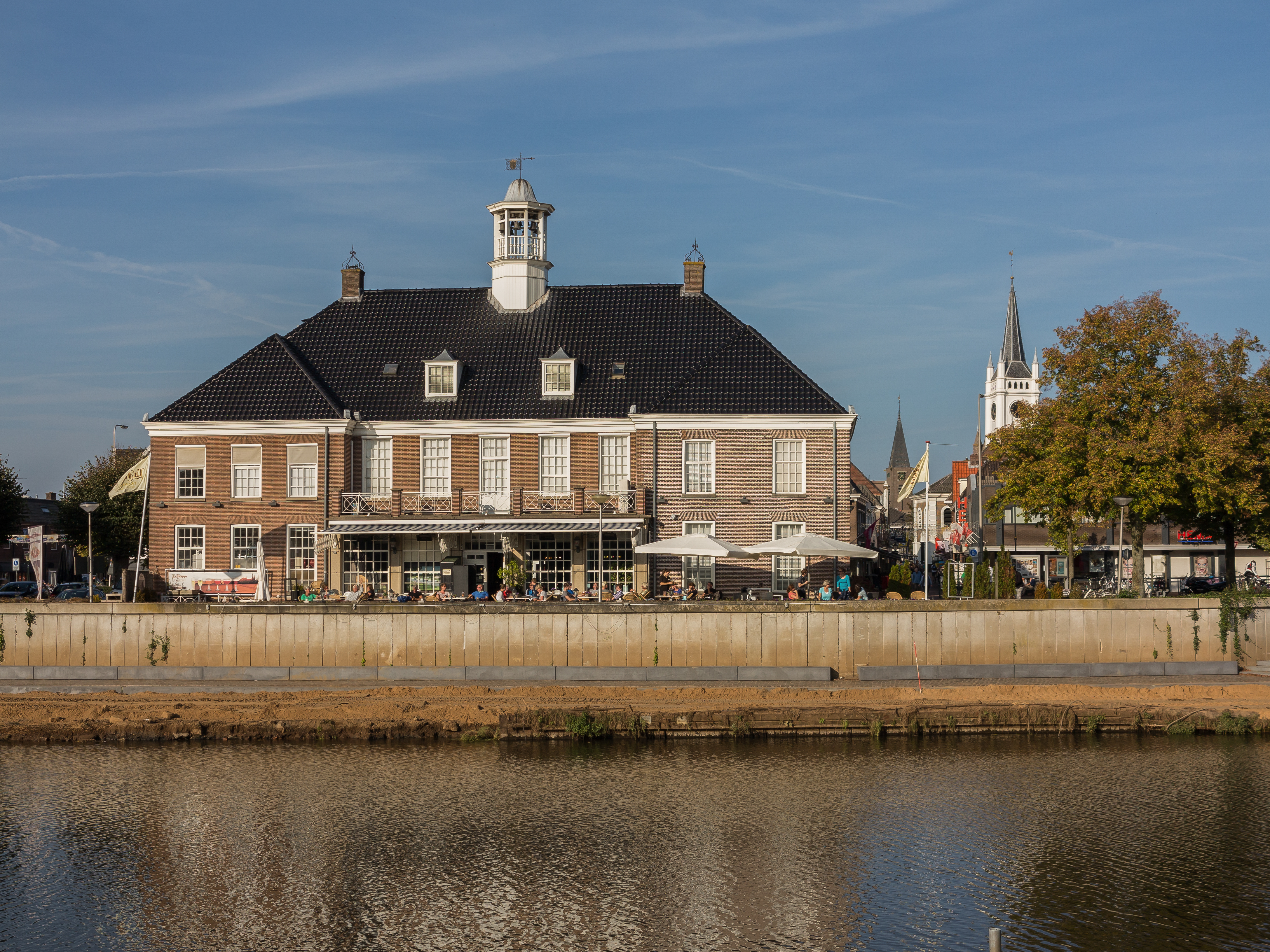
Ommen, Rathaus
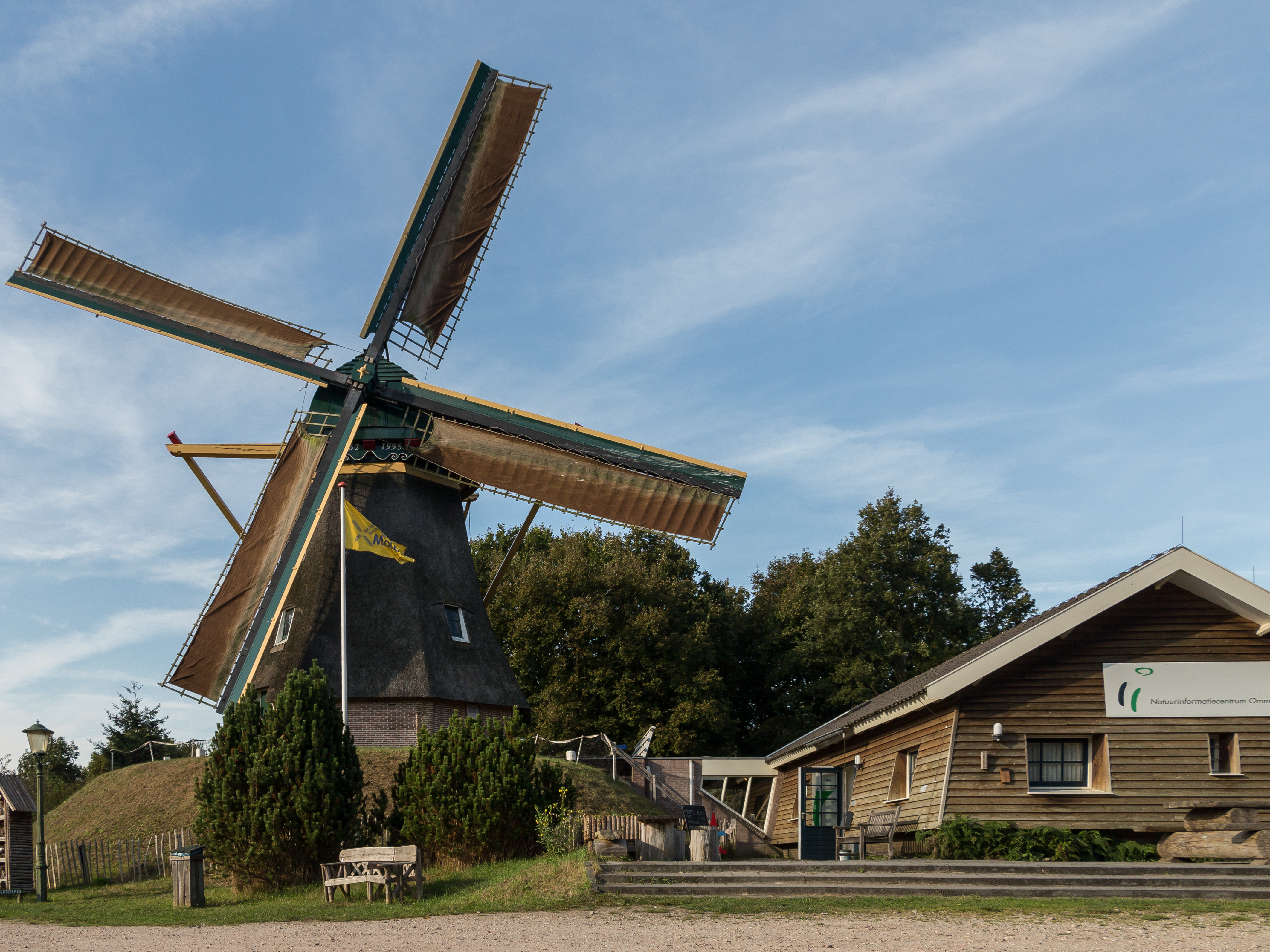
Ommen, Mühle: de Bestmenermolen
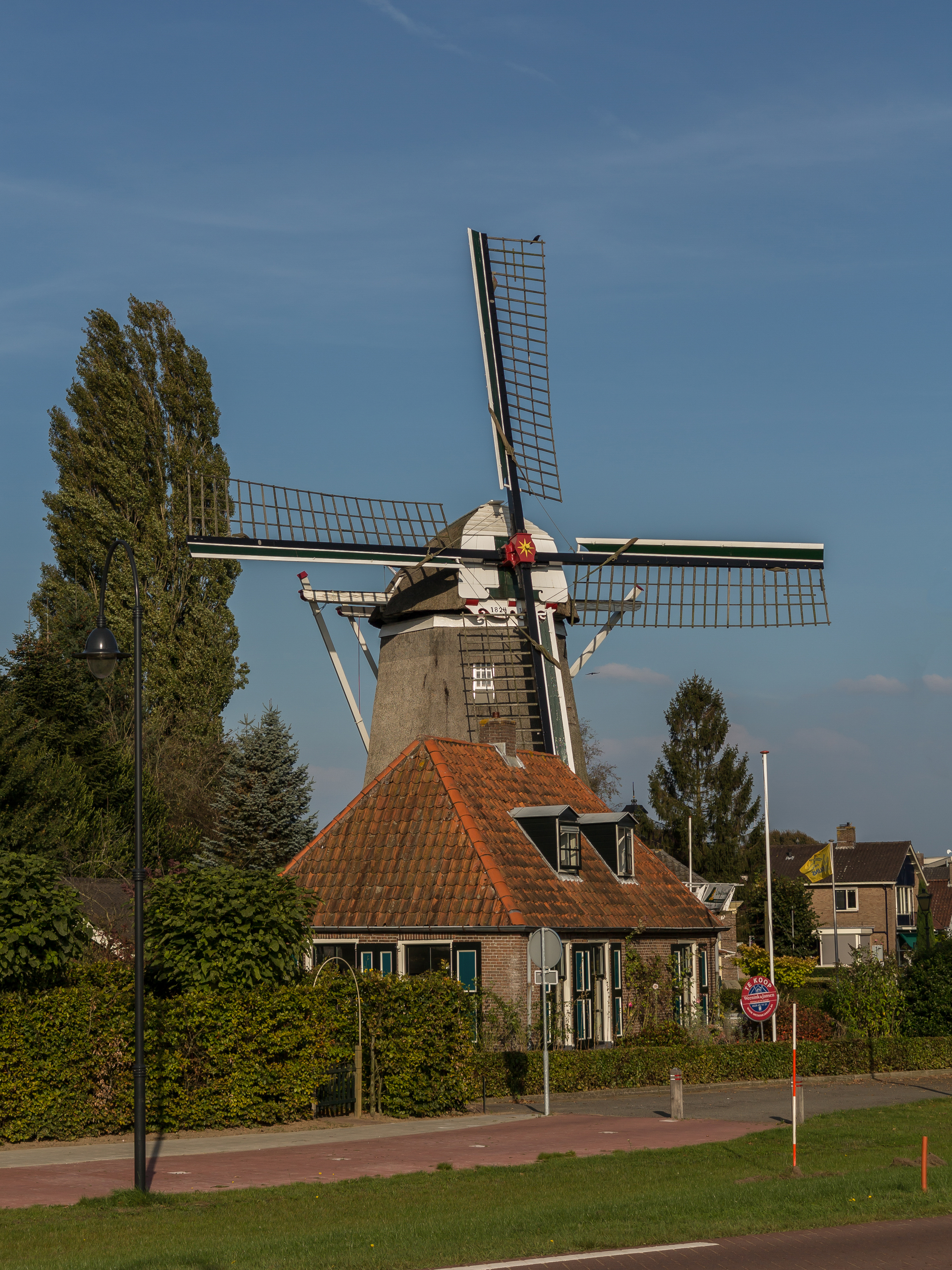
Ommen, Mühle: de molen op Den Oordt
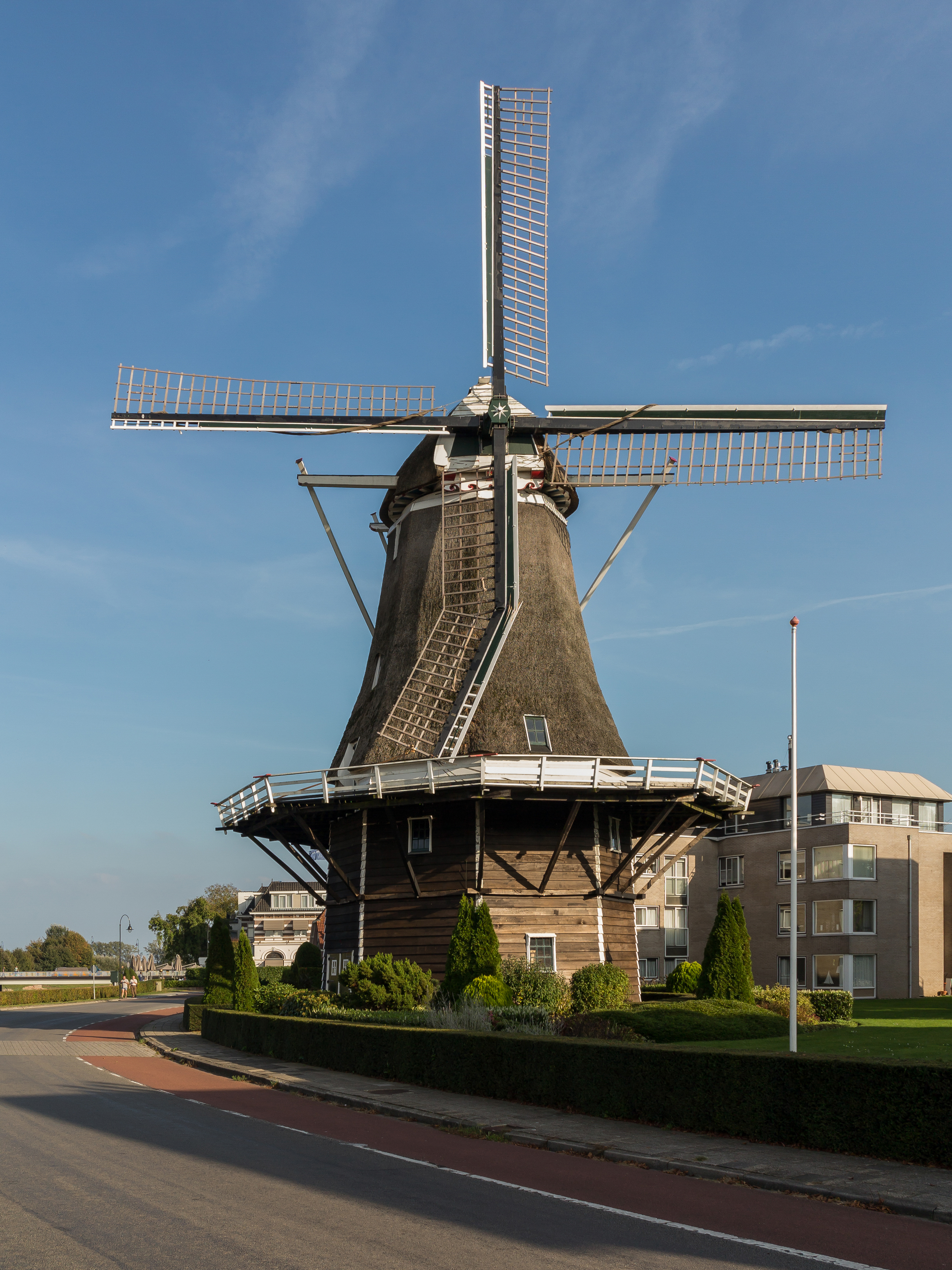
Ommen, Mühle: molen de Konijnenbelt
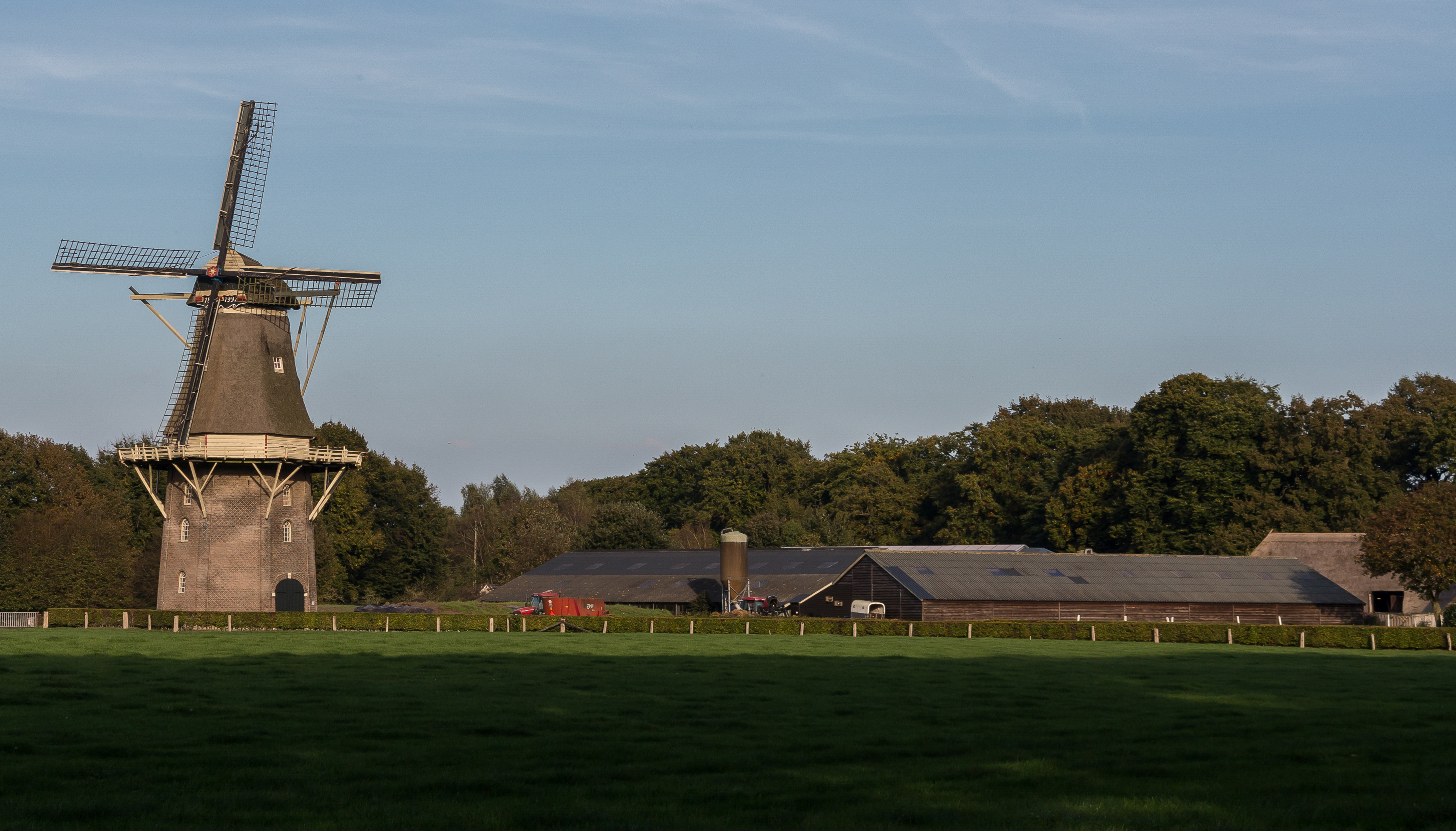
Vilsteren, Mïhle (de Vilsterse molen)
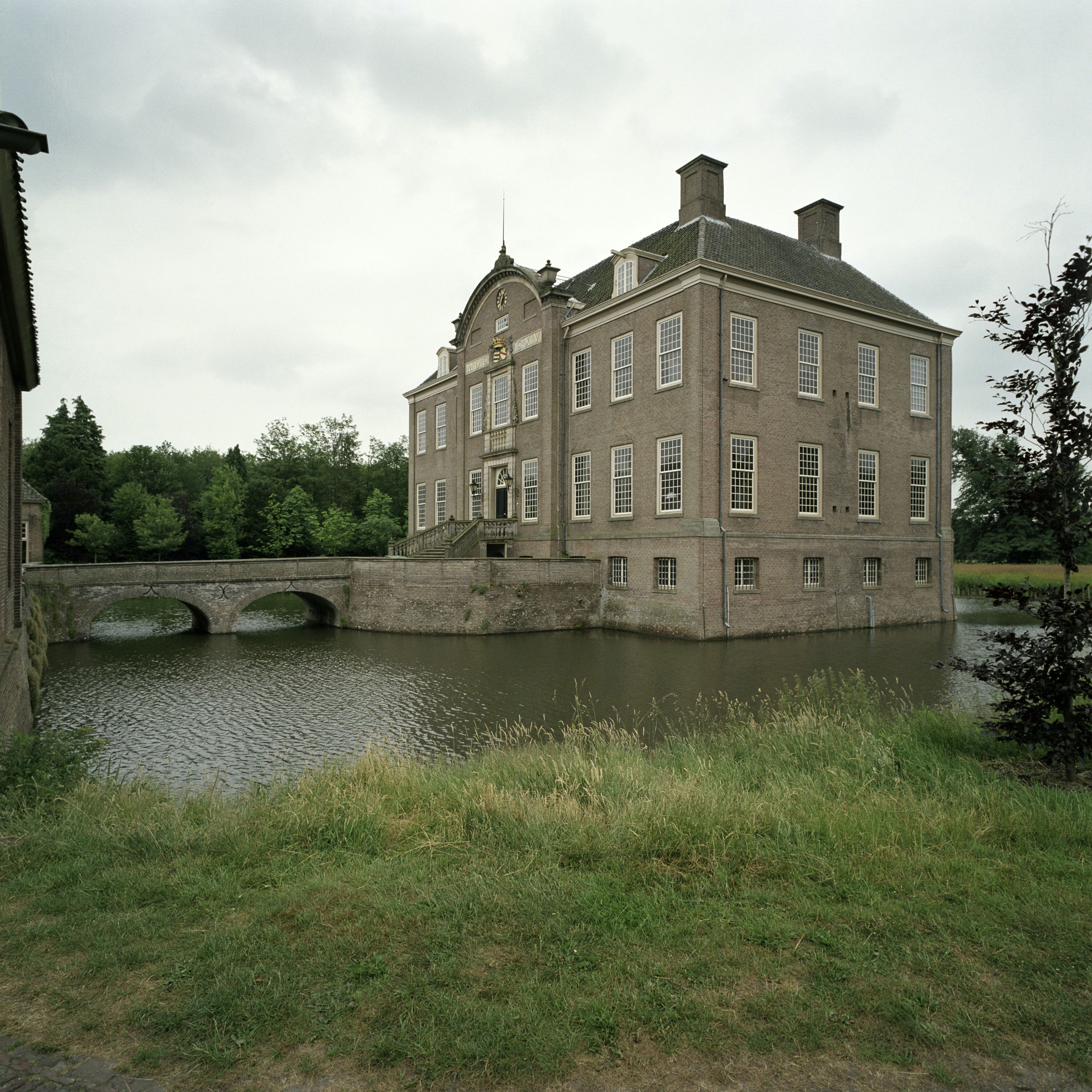
Wasserschloss Eerde

## Politik
Bei der Kommunalwahl 2022 konnte sich die Lokale Partij Ommen mit einem knappen Vorsprung von 32 Stimmen gegen die CDA durchsetzen.

### Gemeinderat
Seit 1982 setzt sich der Gemeinderat von Ommen folgendermaßen zusammen:
| Partei                    | Sitze | Sitze | Sitze | Sitze | Sitze | Sitze | Sitze | Sitze | Sitze | Sitze | Sitze |
| Partei                    | 1982  | 1986  | 1990  | 1994  | 1998  | 2002  | 2006  | 2010  | 2014  | 2018  | 2022  |
| ------------------------- | ----- | ----- | ----- | ----- | ----- | ----- | ----- | ----- | ----- | ----- | ----- |
| Lokale Partij Ommen       | –     | –     | –     | –     | –     | –     | 5     | 4     | 2     | 4     | 4     |
| CDA                       | 9     | 9     | 8     | 7     | 7     | 7     | 5     | 5     | 5     | 4     | 4     |
| Volkspartij Ommen Vooruit | –     | –     | –     | –     | –     | –     | –     | –     | 2     | 2     | 3     |
| ChristenUnie              | –     | –     | –     | –     | –     | 3     | 2     | 2     | 3     | 3     | 3     |
| PvdA                      | 2     | 3     | 3     | 2     | 3     | 2     | 2     | 1     | 1     | 1     | 1     |
| D66                       | 1     | 1     | 2     | 2     | 1     | 2     | 1     | 2     | 2     | 1     | 1     |
| VVD                       | 3     | 2     | 2     | 3     | 3     | 3     | 2     | 3     | 2     | 2     | 1     |
| GPV                       | 2     | 2     | 2     | 3     | 3     | –     | –     | –     | –     | –     | –     |
| RPF                       | –     | 0     | –     | –     | –     | –     | –     | –     | –     | –     | –     |
| Gemeentebelangen          | 0     | –     | –     | –     | –     | –     | –     | –     | –     | –     | –     |
| Gesamt                    | 17    | 17    | 17    | 17    | 17    | 17    | 17    | 17    | 17    | 17    | 17    |

### Städtepartnerschaften
Deutsche Partnergemeinde von Ommen ist Recke. Die Partnerschaft wird mit einem Partnerschaftstag gepflegt, der alle zwei Jahre im Wechsel einmal in Ommen, dann wieder in Recke gefeiert wird. Gegenseitige Besuche von Gruppen beider Kommunen finden das ganze Jahr über statt.

## Wirtschaft und Infrastruktur
Es liegt an der Lokaleisenbahn Zwolle – Mariënberg – Emmen. Die Landstraße N34 Zwolle – Coevorden – Emmen – Groningen führt am Nordufer der Vechte entlang; bei der Stadtdurchfahrt kommt es häufig zu Staus. Eine neue Umgehungsstraße (N 340) für den Durchgangsverkehr wird voraussichtlich 2014[veraltet] fertiggestellt.
Haupterwerbsquellen sind die Landwirtschaft und der Tourismus. Außerdem gibt es etwas Industrie. Der US-amerikanische Bekleidungshersteller Carhartt ist in Ommen mit einer Fabrik ansässig.

## Tourismus
Ommen hat eine waldreiche Umgebung, die viele Touristen anzieht. Es gibt mehrere Campingplätze und Hotels. Außerdem ist auf den hiervor genannten Flüssen Wassersport möglich. Im Stadtzentrum gibt es eine Kirche aus dem 15. Jahrhundert und ein Zinnfigurenmuseum. Etwa vier Kilometer nach Südosten liegt das Schloss Eerde, das jetzt eine internationale Schule beherbergt.

## Persönlichkeiten
- Katharina Petersen (1889–1970), von 1934 bis 1938 Schulleiterin der Quäkerschule Eerde
- Claus Victor Bock (1926–2008), besuchte die Quäkerschule Eerde
- Arjan Veurink (* 1986), Fußballtrainer
- Peter Schulting (* 1987), Radrennfahrer, geboren in Lemele